# Gregory Peck
Eldred Gregory Peck (1916 - 2003) va ser un actor de cinema i de teatre estatunidenc. Va ser la gran estrella de la Twentieth Century Fox durant la fi dels anys 40 i les dècades dels 1950 i 1960. Va estar nominat cinc vegades a l'Oscar al millor actor, i en va guanyar un.

## Biografia

### Joventut
Gregory Peck va néixer als afores de San Diego, Califòrnia. Va ser l'únic fill de Bernice Ayres i de Gregory Pearl Peck, un farmacèutic i químic. Els seus pares es van divorciar quan tenia cinc anys i va ser criat per son àvia, que era una gran cinèfila.
A partir dels deu anys va estudiar a diversos internats. L'any 1936 es va inscriure a la Universitat de Berkeley, amb la primera idea d'estudiar-hi medicina, com el seu pare, tot i que va acabar prenent l'especialitat d'anglès. Allà, a causa de la seva gran estatura, va enrolar-se en l'equip de regates de la universitat. També hi va desvetllar el seu interès per l'art dramàtic: va incorporar-se en la companyia de teatre de la facultat dirigida per Edwin Duerr i va actuar en cinc obres. La minsa beca mensual de 26 dòlars que rebia el va obligar a treballar per a pagar-se els estudis; va fer de xofer de camió per una companyia petroliera i també d'ajudant de cuiner en restaurants, on hi treballava a canvi de poder menjar.
En obtindre el diploma d'anglès, Peck va fer-se retirar legalment l'Eldred del seu nom i se'n va anar a Nova York per estudiar a la Neighborhood Playhouse, una prestigiosa escola de teatre. Durant aquesta època mancava sovint de recursos, fins al punt d'haver de dormir alguna vegada al Central Park. Per guanyar diners va treballar a l'Exposició Universal del 1939 i va fer de guia pels visitants a la cadena de televisió NBC.
Va debutar a Broadway l'any 1942 amb les obres The Morning Star i The Willow and I. Durant aquest període de la Segona Guerra Mundial va estar força sol·licitat com a actor, ja que estava exempt de servei militar per dolors a l'esquena que s'havia causat durant un curs de dansa. El 1943 es va casar amb Greta Kukkonen, amb qui va tenir tres fills: Jonathan (nascut l'any 1944 i mort per suïcidi el 1975), Stephen (1945) i Carey (1949).

### A Hollywood
Va debutar en la pel·lícula Days of Glory, el 1944, dirigida pel francès Jacques Tourneur, i el mateix any va obtenir el seu primer gran èxit amb The Keys of the Kingdom, per la qual va ser nominat als Oscars per primera vegada. De fet, quatre de les seves cinc nominacions les va obtenir durant els seus primers anys de carrera: amb la pel·lícula esmentada i amb El despertar (1946), Gentleman's Agreement (1947) i Twelve O'Clock High (1949).
Cadascun d'aquests films primerencs va permetre d'assentar les seves diverses facetes com a actor, que el caracteritzarien més endavant. A The Keys of the Kingdom va manifestar-s'hi la seva presència imposant a la pantalla; l'agricultor que va interpretar a El despertar, amb el seu bon humor tendre i l'afecció que manifestava pels personatges dels seus fills i la seva dona, va impressionar certs crítics que l'havien titllat «d'actor inexpressiu»; Duel in the Sun (1946) va mostrar la seva capacitat d'interpretar papers inhabituals, amb el seu personatge cruel i libidinós; Gentleman's Agreement, que feia referència a l'antisemitisme insidiós de la societat americana d'aquella època, va establir-lo en el gènere de pel·lícules que tracten de la consciència social. Twelve O'Clock High va ser el primer dels molts films als quals Peck interpreta un soldat coratjós i humà.

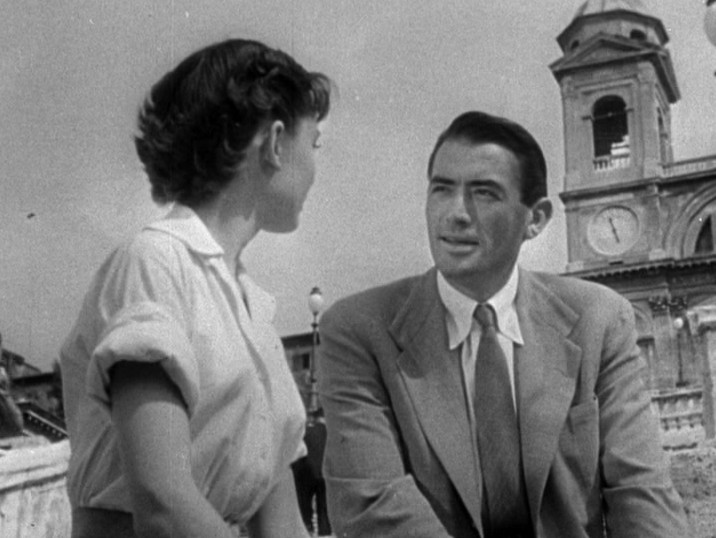
Trailer de Vacances a Roma

L'any 1953 va protagonitzar la comèdia romàntica Vacances a Roma, amb Audrey Hepburn, de qui va esdevenir molt amic Va ser ell qui va presentar-li el seu futur marit Mel Ferrer. Per parlar d'aquesta pel·lícula va ser entrevistat per una periodista francesa, Veronique Passani, amb qui es va casar l'any 1955, després de divorciar-se de la seva primera dona amb la qual va seguir entenent-se molt bé. Van tenir dos fills: Anthony (1956) i Cecilia (1958).
D'aquest període també es destaquen films com Moby Dick (1956), On the Beach (1959), Els canons de Navarone (1961), les dues col·laboracions amb Alfred Hitchcock (Spellbound i The Paradine Case) o To Kill a Mockingbird (1962), pel·lícula que li permeté obtenir l'Oscar gràcies al seu paper d'advocat defensor d'un negre a un Estat racista del sud. Aquest personatge, que fou per a Peck la seva interpretació preferida, va ser designat en primer lloc de la «llista d'herois del cinema dels darrers 100 anys» per l'Institut Americà del Cinema, davant Indiana Jones i James Bond.
Durant els anys 60 va seguir interpretant pel·lícules d'èxit com La conquesta de l'Oest (1962), Arabesc (1966), Mackenna's Gold (1969)… però la dècada de 1970 va marcar un declivi, tot i que va participar en alguna obra de renom com The Omen (1976) o Els nens del Brasil (1978). Als anys 80 va decantar-se sovint per la televisió. Es va retirar com a actor l'any 1991.
Gregory Peck va morir als 87 anys, d'una broncopneumònia. La seva dona l'acompanyà fins a la fi. Està enterrat al mausoleu de la Catedral de la Nostra Senyora dels Àngels, a Los Angeles.

### Compromisos polítics i socials
- Va ser president de l'Acadèmia de les Arts i de les Ciències Cinematogràfiques, de l'Institut Americà del Cinema, de la Societat Americana del Càncer i membre del Consell Nacional de les Arts.
- El 1947, quan moltes personalitats de Hollywood ja estaven inscrites en una llista negra per ser sospitoses de comunisme, Gregory Peck va signar una carta contra el «Comitè d'activitats antiamericanes» i les investigacions que McCarthy duia a terme en la indústria del cinema.
- El 1949 va fundar una companyia de teatre a La Jolla, la seva vil·la natal, amb els seus amics Jose Ferrer i Dorothy McGuire. Aquesta companyia (que encara funciona avui dia) va atreure nombroses estrelles del cinema que van actuar-hi i encoratjar-la.
- També va manifestar-se contra la Guerra del Vietnam, tot i que el seu propi fill s'hi trobava.
- L'any 1977, no estava gaire convençut d'interpretar el paper del general Douglas MacArthur, per raons ideològiques. Tot i això, després d'haver fet la pel·lícula, va manifestar una gran admiració per a l'home.
- Simpatitzant des de sempre del Partit Demòcrata, als anys 70 va pensar presentar-se contra Ronald Reagan per a ser governador de Califòrnia.

## Anècdotes
- Respecte als anys passats a Berkeley, Gregory Peck va dir: «Va ser una experiència molt especial per a mi, i els tres millors anys de la meva vida: em va fer créixer i fer-me un home.»[cal citació]
- L'any 1997 va fer un do de 25 000 $ al seu equip de rem de Berkeley, per donar gràcies al seu entrenador, Ky Ebright.
- A propòsit del seu mal d'esquena, la Twentieth Century Fox sempre havia dit que se l'havia causat durant un entrenament de rem a la universitat. Gregory Peck explicava més endavant: «Crec que a Hollywood es pensaven que les classes de dansa no eren prou masculines. Fa anys que m'escarrasso a rectificar aquesta història…»[cal citació]
- Era un home de grans capacitats atlètiques, que actuava en general sense doble en les escenes d'acció. Robert Mitchum, el seu rival al film Cape Fear, explicava sovint que Peck va pegar-li accidentalment durant la baralla final de la pel·lícula i que va restar adolorit durant uns quants dies, i deia: «No planyo el qui sigui prou estúpid per a barallar-se amb ell…»[cal citació]

## Filmografia

### Actor
- 1944: Days of Glory de Jacques Tourneur - Vladimir
- 1944: The Keys of the Kingdom de John M. Stahl - Mossèn Francis Chisholm
- 1945: The Valley of Decision de Tay Garnett - Paul Scott
- 1945: Spellbound d'Alfred Hitchcock - John Ballantine
- 1946: El despertar (The Yearling) de Clarence Brown - Penny Baxter
- 1946: Duel in the Sun de King Vidor - Lewt McCanles
- 1947: The Macomber Affair de Zoltan Korda - Robert Wilson
- 1947: Gentleman's Agreement d'Elia Kazan - Phil Green
- 1947: The Paradine Case d'Alfred Hitchcock - Anthony Keane
- 1948: Yellow Sky de William Wellman - Stretch
- 1949: Twelve O'Clock High de Henry King - General Frank Savage
- 1949: The Great Sinner de Robert Siodmak - Pedja
- 1950: The Gunfighter de Henry King - Jimmie Ringo
- 1951: David i Betsabé (David and Bathsheba), de Henry King - El Rei David
- 1951: Only the Valiant de Gordon Douglas - Capità Richard Lance
- 1951: El capità Horatio Hornblower (Captain Horatio Hornblower) de Raoul Walsh - Capità Horatio Hornblower
- 1952: The World in His Arms de Raoul Walsh - Jonathan Clark
- 1952: The Snows of Kilimanjaro de Henry King - Harry Street
- 1953: Vacances a Roma (Roman Holiday) de William Wyler - Joe Bradley
- 1954: La plana encesa (The Purple plain) de Robert Parrish - Bill Forrester
- 1954: Night people de Nunnally Johnson - Coronel Steve Van Dyke
- 1954: The Million Pound Note de Ronald Neame - Henry Adams
- 1956: The Man in the gray flannel suit de Nunnally Johnson - Tom Rath
- 1956: Moby Dick de John Huston - Capità Achab
- 1957: Designing Woman de Vincente Minnelli - Mike Hagen
- 1958: The Bravados de Henry King - Jim Douglass
- 1958: Grans horitzons (The Big Country) de William Wyler - James McKay
- 1959: Beloved Infidel de Henry King - F. Scott Fitzgerald
- 1959: Pork Chop Hill de Lewis Milestone - Tinent Joe Clemons
- 1959: L'hora final (On the Beach) de Stanley Kramer - Dwight Towers
- 1961: Els canons de Navarone (The Guns of Navarone) de Jack Lee Thompson - Capità Keith Mallory
- 1962: La conquesta de l'Oest (How the West Was Won) de John Ford, Henry Hathaway et George Sidney - Cleve Van Valen
- 1962: Cape Fear de Jack Lee Thompson - Sam Bowden
- 1962: To Kill a Mockingbird de Robert Mulligan - Atticus Finch
- 1963: Captain Newman, M.D. de David Miller - Capità Josiah Newman
- 1964: Behold a Pale Horse de Fred Zinnemann - Manuel Artiguez
- 1965: Mirage de Edward Dmytryk - David Stillwell
- 1966: Arabesc (Arabesque) de Stanley Donen - David Pollock
- 1968: La nit dels gegants (The Stalking Moon) de Robert Mulligan - Sam Varner
- 1969: The Chairman de Jack Lee Thompson - John Hathaway
- 1969: L'or d'en Mackenna (MacKenna's Gold) de Jack Lee Thompson - MacKenna
- 1969: Marooned de John Sturges
- 1970: Jo vigilo el camí, de John Frankenheimer - Xerif Henry Tawes
- 1971: Shout out de Henry Hathaway - Clay Lomax
- 1973: Billy dos barrets (Billy Two Hats) de Ted Kotcheff - Deans
- 1976: The Omen de Richard Donner - Robert Thorn
- 1977: MacArthur de Joseph Sargent - General Douglas MacArthur
- 1978: Els nens del Brasil (The Boys from Brazil) de Franklin J. Schaffner - Dr. Josef Mengele
- 1980: Els llops de mar (The Sea Wolves) de Andrew V. McLaglen - Lewis Pugh
- 1982: The Blue and the Gray d'Andrew McLaglen (telefilm)
- 1983: The Scarlet and the Black de Jerry London - Hugh O'Flaherty
- 1987: Amazing Grace and Chuck de Mike Newell - El president
- 1989: Gringo vell (Old Gringo) de Luis Puenzo - Ambrose Bierce
- 1991: Other People's Money de Norman Jewison - Andrew Jorgenson
- 1991: Cape Fear de Martin Scorsese - Lee Heller
- 1993: The Portrait d'Arthur Penn - Gardner Church
- 1995: A Personal journey with Martin Scorsese through American movies de Martin Scorsese - ell mateix
- 1998: Moby Dick (telefilm)
- 1999: From Russia to Hollywood: The 100-Year Odissey of Chekhov and Shdanoff de Frederick Keeve - narrador
- 1999: A Conversation with Gregory Peck de Barbara Kopple - ell mateix

### Productor
- 1958: Grans horitzons, de William Wyler amb Gregory Peck i Jean Simmons
- 1972: The Trial of the Catonsville Nine, de Gordon Davidson amb Gwen Arner, Ed Flanders
- 1974: The Dove de Charles Jarrott amb Joseph Bottoms, Deborah Raffin
- 1993: The Portrait, d'Arthur Penn amb Gregory Peck i Lauren Bacall

## Premis i nominacions

### Premis
- 1947: Globus d'Or al millor actor dramàtic per El despertar
- 1963: Oscar al millor actor per To Kill a Mockingbird
- 1963: Globus d'Or al millor actor dramàtic per To Kill a Mockingbird
- 1968: Premi Humanitari Jean Hersholt
- 1969: Premi Cecil B. DeMille
- 1986: Premi Donostia
- 1993: Os d'Or honorífic
- 1995: César d'honor
- 1999: Globus d'Or al millor actor secundari en sèrie, minisèrie o telefilm per Moby Dick

### Nominacions
- 1946: Oscar al millor actor per The Keys of the Kingdom
- 1947: Oscar al millor actor per El despertar
- 1948: Oscar al millor actor per Gentleman's Agreement
- 1950: Oscar al millor actor per Twelve O'Clock High
- 1954: BAFTA al millor actor estranger per Vacances a Roma
- 1964: Globus d'Or al millor actor dramàtic per Captain Newman, M.D.
- 1964: BAFTA al millor actor estranger per To Kill a Mockingbird
- 1978: Globus d'Or al millor actor dramàtic per MacArthur
- 1979: Globus d'Or al millor actor dramàtic per Els nens del Brasil
- 1998: Primetime Emmy al millor actor secundari en minisèrie o telefilm per Moby Dick